# Карякин, Фёдор Никандрович
Федор Никандрович Карякин (1872—1921) — мотовилихинский рабочий и участник революционной борьбы. В честь его заслуг и в память о его революционной борьбе, улица Лысьвенская в поселке Висим была переименована в улицу Карякина.
Федор Карякин начал свою трудовую деятельность на Мотовилихинском заводе и в 1902 году вступил в ряды Российской социал-демократической рабочей партии (РСДРП). У него была семья: жена и трое детей, которые также участвовали в революционной борьбе.
В своем доме на Висиме, на Томиловской улице, Карякин организовал конспиративную явку, где собирались товарищи по революционной работе и хранилась нелегальная литература. Полиция установила слежку за домом и проводила частые обыски. Во время собраний, замаскированных под обычные посиделки, старшая дочь Карякина, Клавдия, дежурила у дома и предупреждала о появлении полиции.
Рабочие массовки проводились за поселком, люди шли на них по одному или по двое. Шпики иногда узнавали о местах проведения массовых собраний. Некоторые хозяева лесных покосов доносили в полицию о местах сходок рабочих. С такими доносчиками революционеры расправлялись жестоко — бросали в окна бутылки с зажигательной смесью.
Ф. Н. Карякин был одним из руководителей февральской стачки 1903 года и входил в состав Мотовилихинского рабочего комитета. В 1905 году он стал одним из авторитетных ораторов среди рабочих и участвовал в подготовке вооруженного восстания.
12 и 13 декабря Карякин непосредственно участвовал в вооруженном восстании. 19 декабря у него был проведен обыск, в результате которого было обнаружено оружие, с которым рабочие выходили на баррикады в Мотовилихе. Помощник пермского уездного исправника распорядился об аресте Карякина за участие в вооруженном восстании. Карякину удалось скрыться, но 2 января 1906 года он был арестован и находился под следствием.
На допросах Карякин отказался давать показания и не признал себя виновным. В числе других арестованных он был освобожден из-под стражи 5 июня 1906 года. Сразу после освобождения он снова включился в революционную работу.
В начале 1907 года Карякин был снова арестован и провел несколько месяцев в пермской тюрьме, где сидел вместе с известным революционером Клыковым А. Н. Из-за тюремной решетки тот познакомился с дочерью Федора Никандровича — Клавдией, которая приносила отцу передачи. Спустя годы, в 1916 году, Клыков взял её себе в жены.
На этот раз Карякин был осужден уже на три года тюрьмы и сразу после выхода из тюрьмы в 1910 году был выслан в Лысьву. В Лысьве он работал на заводе вместе с другими товарищами из Перми и остался верен делу революции. Местные власти хотели избавиться от него чтобы не допускать революционного брожения в умах Лысьвенских рабочих и он получил разрешение вернуться в Пермь. Федор Никандрович устраивается агентом по распространению швейных машин в компанию Зингера.такая работа была очень удобна для ведения подпольной работы, распространения революционной литературы и не вызывала интереса у полиции.
После победы Октябрьской революции Карякин перешел работать на электростанцию. Во время колчаковщины он был направлен партией в Сызранской чрезвычайной комиссии по борьбе с контрреволюцией. После возвращения из Сызрани вновь продолжил работу на электростанции. Умер он в 1921 году от кровоизлияния в мозг.